# Scaphytopius deltensis
Scaphytopius deltensis är en insektsart som beskrevs av Hepner 1946. Scaphytopius deltensis ingår i släktet Scaphytopius och familjen dvärgstritar. Inga underarter finns listade i Catalogue of Life.